# Stefan Gulanicki
Stefan Gulanicki vel Gucki (ur. 13 marca 1873 w Medwiedówce, zm. 4 września 1940 w Warszawie) – polski producent filmowy, kierownik produkcji i charakteryzator, okazjonalnie aktor filmowy, z wykształcenia inżynier mechanik.

## Życiorys
Ukończył gimnazjum  w Kijowie (1888), a następnie kształcił się w Instytucie Technologicznym w Charkowie, gdzie w 1905 roku otrzymał tytuł inżyniera na wydziale mechanicznym. Następnie pracował w zakładach przemysłowych na terenie Rosji, Stanów Zjednoczonych, Bułgarii, Czechosłowacji oraz zaboru pruskiego. Był również wspólnikiem spółki H. Cegielski w Poznaniu.
Jeszcze przed I wojną światową zafascynował się kinematografią. W 1927 roku przeniósł się do Warszawy, gdzie uczył charakteryzacji w szkole Michała Machwica. W rok później debiutował jako aktor filmowy pod nazwiskiem Gucki, a w latach 30. XX wieku zajął się produkcją filmową i kierownictwem produkcji. Finansowane przez siebie filmy kręcił z dużym rozmachem, niejednokrotnie w zagranicznych plenerach. Lansował w nich również aktorkę Almę Kar, obsadzając ją w głównych rolach w produkcjach, w których sam grywał role epizodyczne. Ostatecznie po 1936 roku wycofał się z branży.

## Filmografia
- Przedwiośnie (1928) - obsada aktorska
- Straszna noc (1931) - obsada aktorska (Jan Kohnke)
- 10% dla mnie (1932) - obsada aktorska (kierownik sali)
- Zabawka (1933) - producent, kierownictwo produkcji, obsada aktorska (ziemianin Łatoszyński)
- Panienka z poste restante (1935) - kierownictwo produkcji, obsada aktorska ("Jean" Krawczuk, kucharz w Zakładach Olszewicza)
- Tajemnica panny Brinx (1936) - kierownictwo produkcji, obsada aktorska (Stop, były dozorca domu dla obłąkanych)